# Groeve De Nieuwe Keel

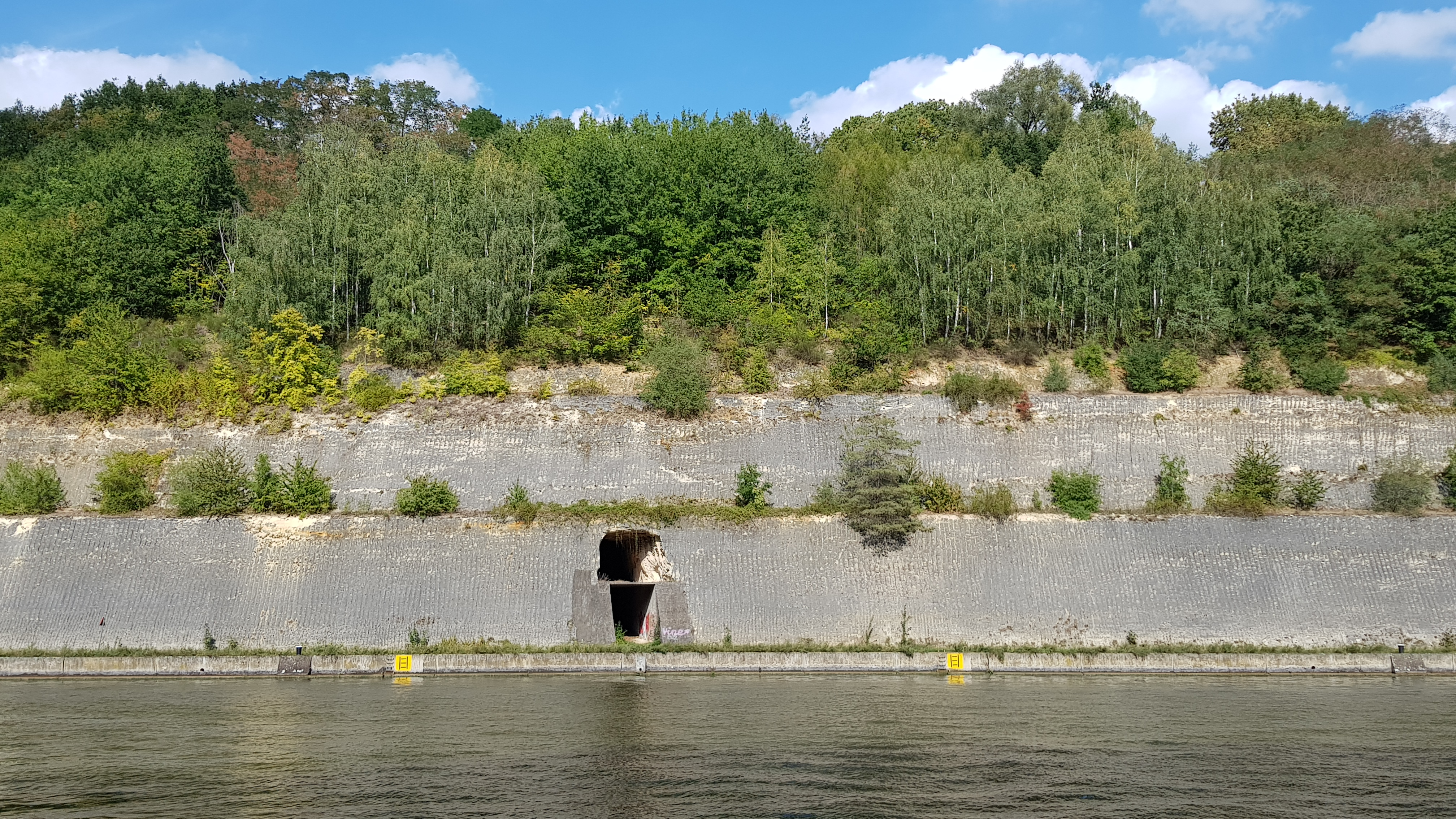
ingang van de groeve

De Groeve De Nieuwe Keel of Groeve De Kleine Keel is een voormalige Limburgse mergelgroeve in Nederlands Zuid-Limburg in de gemeente Maastricht en in Belgisch Zuid-Limburg in de gemeente Riemst. De groeve ligt in het zuiden van de Cannerberg aan het Albertkanaal ten noordwesten van het dorp Kanne.
Op ongeveer 450 meter naar het noordwesten ligt de ingang van de Groeve De Keel en naar het zuidoosten ligt de Muizenberggroeve. Schuin tegenover de groeve ligt aan de overzijde van het kanaal ook de Groeve Mathus.

## Geschiedenis
In de 20e eeuw werd de groeve vanuit de trekweg langs het Albertkanaal ontgonnen door blokbrekers.
In de jaren 1960 werd er tussen de Groeve De Nieuwe Keel en de Bosberggroeve een 375 meter lange gang uitgehouwen in de kalksteen die moest dienen als nooduitgang (Exit 5) bij het Albertkanaal voor het NAVO-hoofdkwartier Cannerberg.
In de groeve werd er losse kalksteen gewonnen.

## Groeve
De groeve is een kleine groeve met een oppervlakte van 0,3 hectare. De ingang van de groeve ligt aan het Albertkanaal. De groeve bestaat uit een hoofdgang van ongeveer 250 meter lang die vanaf de ingang na 50 meter een kleine knik maakt, na 125 meter na de ingang een vrijwel haakse bocht naar links maakt vlak voor de grens met Nederland en na ongeveer 75 meter na de haakse bocht weer een knik maakt. Vanuit de hoofdgang heeft de groeve een tiental relatief korte zijgangen van hooguit ongeveer 30 meter lengte.
Na ongeveer een vijftien meter na de haakse bocht begint de gang die de groeve met de Bosberggroeve verbindt.

## Geologie
De groeve werd ontgonnen in de kalksteenlagen van de Kalksteen van Nekum uit de Formatie van Maastricht. De groeve doorsnijdt daarmee de Horizont van Kanne.